# Держава-покровителька
Держава-покровителька — дипломатичний термін, який позначає державу, чиє дипломатичне представництво в одній країні представляє іншу країну. Іншими словами, держава, замість того щоб відправити до іншої держави своє дипломатичне представництво, призначає третю державу своєю покровителькою. Дипломатичне представництво такої держави-покровительки стає відповідальним за дипломатичні справи та інтереси громадян країни-протеже в країні перебування. Зазвичай таке відбувається після того, як дві країни розривають дипломатичні відносини, наприклад у результаті російсько-грузинської війни 2008 року Грузія та Росія розірвали дипломатичні відносини одна із одною, і відтоді посольство Швейцарії в Грузії представляє інтереси Росії, і навпаки. Якщо держава-покровителька була призначена під час збройного конфлікту, на неї покладаються зобов'язання здійснювати нагляд за належним поводженням із військовополоненими та мирним населенням на територіях, окупованих ворожою державою.
Інститут держав-покровительок з'явився під час французько-прусської війни 1870 року і був формалізований у Женевській конвенції про поводження з військовополоненими 1929 року. Держави-покровительки згадуються в усіх чотирьох Женевських конвенціях 1949 року. Крім того, Міжнародний комітет Червоного Хреста, який є організацією, а не державою, відповідно до Першого додаткового протоколу до Женевських конвенцій (1977 рік) теж може бути призначений «державою-покровителькою». Практика призначення держав-покровительок у мирний час була започаткована у Віденській конвенції про дипломатичні відносини 1961 року.
У додатковому протоколі до Женевських конвенцій від 12 серпня 1949 року про захист жертв війни від 8 червня 1977 року (стаття 2, пункт «c») надається визначення держави-покровительки:

«Держава-покровителька» означає нейтральну державу або іншу державу, що не є стороною в конфлікті, яка була призначена стороною, що перебуває в конфлікті, і визнана супротивною стороною та яка погодилася здійснювати функції, що покладаються на Державу-покровительку згідно з Конвенціями та цим Протоколом.
Оригінальний текст (англ.)
«Protecting Power» means a neutral or other State not a Party to the conflict which has been designated by a Party to the conflict and accepted by the adverse Party and has agreed to carry out the functions assigned to a Protecting Power under the Conventions and this Protocol.

## Практика застосування
Держава-покровителька призначається державою-протеже і на це має погодитись держава перебування (держава, в якій держава-покровителька буде представляти державу-протеже). Тому держава-покровителька повинна мати встановлені дипломатичні відносини як з державою-протеже, так і з державою перебування. Під час війни, Женевські конвенції також вимагають щоб держава-покровителька зберігала нейтралітет. Спеціальні обов'язки та домовленості узгоджуються між всіма трьома країнами.
За всебічним мандатом держава-покровителька виконує більшість дипломатичних функцій від імені держави-протеже. Це необхідно коли відносини між державами є настільки ворожими, що одна держава не має жодного дипломатичного чи консульського персоналу в іншій. Наприклад, Швеція має всебічний мандат США у Північний Кореї, оскільки відносини між цими країнами є надзвичайно ворожими.
В інших випадках, держави розірвали дипломатичні відносини, але все одно бажають мати свій дипломатичний чи консульський персонал у іншій державі на неформальній основі. Держава-покровителька є механізмом здійснення цього. Колишнє посольство держави-протеже зі штатом, який складається із громадян держави-протеже, формально стає «секцією інтересів» держави-покровительки. Наприклад, у Секції інтересів Куби при Посольстві Швейцарії в США, до відновлення дипломатичних відносин в 2015 році, працювали громадяни Куби і вона містилася в будівлі колишнього кубинського посольства.
Не існує вимоги що дві країни, які розірвали дипломатичні відносини чи перебувають в стані війни, мають обрати одну і ту саму державу-покровительку, хоча зазвичай прагнуть зробити саме так для зручності комунікації. Кожна сторона конфлікту може призначити різні держави-покровительки, якщо це влаштовує іншу сторону. Також не існує вимоги, що держава-покровителька має бути тільки одна, хоча, знов ж таки, зазвичай так і є. Наприклад, під час Другої світової війни Японія призначила Іспанію, Швецію та Швейцарію своїми державами-покровительками у США.

## Поточні мандати
| Держава-покровителька | Держава-протеже   | Держава перебування | Тип              | Примітки             |
| --------------------- | ----------------- | ------------------- | ---------------- | -------------------- |
| Греція                | Єгипет            | Катар               | Всебічний        |                      |
| Ізраїль               | Канада            | Венесуела           | Секція інтересів |                      |
| Іран                  | Азербайджан       | Вірменія            | Всебічний        |                      |
| Іран                  | Вірменія          | Азербайджан         | Всебічний        |                      |
| Іспанія               | Венесуела         | Ізраїль             | Всебічний        | [ 6 ]                |
| Італія                | Канада            | Іран                | Всебічний        | [ 7 ]                |
| Канада                | Ізраїль           | Венесуела           | Секція інтересів | [ 8 ] [ 9 ]          |
| Канада                | Ізраїль           | Куба                |                  | [ 10 ]               |
| Катар                 | США               | Афганістан          | Секція інтересів | [ 11 ]               |
| Оман                  | Іран              | Канада              | Всебічний        | [ 12 ]               |
| Пакистан              | Іран              | США                 | Секція інтересів |                      |
| Румунія               | Австралія         | Сирія               | Всебічний        | [ 13 ]               |
| Румунія               | Канада            | Сирія               | Всебічний        | [ 13 ]               |
| Румунія               | Молдова           | Сирія               | Всебічний        | [ 13 ]               |
| Румунія               | Франція           | Сирія               | Всебічний        | [ 13 ]               |
| Туреччина             | Венесуела         | США                 |                  | [ 14 ]               |
| Туреччина             | США               | Лівія               | Секція інтересів | [ 15 ]               |
| Чехія                 | США               | Сирія               | Секція інтересів | [ 16 ]               |
| Швейцарія             | Грузія            | Росія               | Секція інтересів | [ 17 ]               |
| Швейцарія             | Іран              | Єгипет              | Секція інтересів | [ 17 ]               |
| Швейцарія             | Іран              | Канада              | Всебічний        | [ 18 ]               |
| Швейцарія             | Іран              | Саудівська Аравія   | Всебічний        | [ 19 ] [ 17 ]        |
| Швейцарія             | Росія             | Грузія              | Секція інтересів | [ 20 ] [ 21 ] [ 17 ] |
| Швейцарія             | Саудівська Аравія | Іран                | Всебічний        | [ 19 ] [ 17 ]        |
| Швейцарія             | США               | Іран                | Секція інтересів | [ 17 ]               |
| Швеція                | Австралія         | Північна Корея      | Всебічний        | [ 22 ]               |
| Швеція                | Данія             | Північна Корея      | Всебічний        | [ 22 ]               |
| Швеція                | Ісландія          | Північна Корея      | Всебічний        | [ 22 ]               |
| Швеція                | Іспанія           | Північна Корея      | Консульський     | [ 22 ]               |
| Швеція                | Італія            | Північна Корея      | Консульський     | [ 22 ]               |
| Швеція                | Канада            | Північна Корея      | Всебічний        | [ 22 ]               |
| Швеція                | Норвегія          | Північна Корея      | Всебічний        | [ 22 ]               |
| Швеція                | США               | Північна Корея      | Всебічний        | [ 22 ]               |
| Швеція                | Фінляндія         | Північна Корея      | Всебічний        | [ 22 ]               |
| Швеція                | Франція           | Північна Корея      | Всебічний        | [ 22 ]               |

Також, Швейцарія довгий час була державою-покровителькою і посередником між США та Кубою, доки в 2015 році дипломатичні відносини між цими двома державами не були відновлені.
У березні 2019 року уряд США попрохав Федеральний департамент закордонних справ Швейцарії, аби Швейцарія стала державою-покровителькою США у Венесуелі. Швейцарія погодилась. Зараз, для отримання мандату Швейцарією залишилось отримати на це згоду від Венесуели.

## Історія

### До Женевської конвенції 1929 року
Практика використання держав-покровительок з'явилась під час Французько-прусської війни в 1870 році, коли сторони конфлікту вислали дипломатів одна одної та ввели обмеження на перебування громадян ворожих країн на своїй території. Тому в держав-сторін конфлікту з'явилась необхідність призначити свої держави-покровительки щоб вони представляли їхні інтереси у ворожих державах. Дії Еліягу Бенджаміна Вошберна, який на момент початку війни був послом США у Франції, створили прецедент із заходів, які мають бути вжиті державами-покровительками під час військових конфліктів. США отримали мандат на покровительство від Північнонімецького союзу і Вошберн організував евакуацію 30 000 мирних німецьких громадян, які перебували на території Франції на момент початку військового конфлікту. Він же був єдиним дипломатом великої країни, який залишився під час Облоги Парижа, і на його плечі лягли обов'язки із захисту семи латиноамериканських консульств та із забезпечення харчуванням 3000 німецьких мирних громадян, які не змогли покинути Париж до початку облоги.
Використання держав-покровительок стало загальноприйнятою практикою, але це не було офіційно затверджено до Женевської конвенції про поводження з військовополоненими 1929 року. Відсутність формально закріпленого статусу держав-покровительок у міжнародному праві призводила до неоднозначностей у визначенні прав та обов'язків держав-покровительок. Так, під час Другої англо-бурської війни Британська імперія призначила США своєю державою-покровителькою, але бури заборонили США переказувати кошти британським полоненим від британського уряду. Королівство Нідерландів, яке було державою-покровителькою бурських республік, не змогло домовитися про обмін списками полонених. Всього через два роки, обидві сторони Російсько-японської війни погодились на взаємний обмін списками полонених, за посередництва Франції, як держави-покровительки Росії, та США, як держави-покровительки Японії. Обмін списками полонених став загальною практикою і був затверджений як обов'язковий в Женевській конвенції 1929 року.

### Світові війни
Із часу Французько-прусської війни США стали популярним вибором як держави-покровительки. Особливо це проявилось під час Першої світової війни, коли США отримали мандати на покровительство від п'яти великих держав-учасниць конфлікту: Великої Британії, Франції, Австро-Угорщини, Німецької імперії та Османської імперії. Всього, в період 1914—1917 років США отримали 54 мандата на покровительство. Коли в 1917 році США вступили у війну на стороні Антанти, їх мандати були передані меншим нейтральним країнам, зокрема Нідерландам, Іспанії та Швейцарії.
На початку Другої світової війни США також були популярним вибором як держави-покровительки, отримавши 75 мандатів від держав антигітлерівської коаліції у період 1939—1941 років. При цьому держави осі не вважали США незацікавленою стороною, тому США не отримали жодного мандату на покровительство від них. Франкістська Іспанія хоч і була нейтральною державою, але симпатизувала осі, а Нідерланди були окуповані Німеччиною, тому основними державами-покровительками стали Швеція та Швейцарія.

### Післявоєнний період та Холодна війна
Після 1945 року, із початком Холодної війни, США перестали вважатися незацікавленою третьою стороною, тому їх рідко обирали як державу-покровительку. Навіть навпаки, США довелось призначати своїх держав-покровительок. Швеція та Швейцарія, які мали багато мандатів на покровительство ще під час Другої світової війни, а під час Холодної війни вирішили залишитись нейтральними та відмовились від приєднання до будь-яких військових блоків, залишись популярним вибором як держави-покровительки, і є такими і до сьогодні. Швейцарія, наприклад, мала максимальну кількість мандатів на покровительство — 24.
Використання секції інтересів увійшло в загальну практику в результаті одностороннього проголошення незалежності Родезією в 1965 році, коли дев'ять африканських держав розірвали дипломатичні відносини із Великою Британією. Держави-покровительки Великої Британії оголосили британських дипломатів членами дипломатичного персоналу своїх посольств у цих африканських країнах, і таким чином британські дипломати зберегли свій дипломатичний імунітет та можливість продовжувати працювати у колишньому британському посольстві, яке перейшло під опіку посольств держав-покровительок. Ця практика широко застосовувалась під час Шестиденної війни в 1967 році. Хоч більшість арабських країн і розірвали дипломатичні відносини зі США за їх підтримку Ізраїлю, вони дозволили американським дипломатам залишитися працівниками секції інтересів США при посольствах держав-покровительок. Так само Ізраїль дозволив радянським дипломатам залишитися працівниками Секції радянських інтересів при Посольстві Фінляндії в Ізраїлі.
У випадках Корейської та В'єтнамської війн, основні сторони конфлікту (тобто Північна і Південна Кореї та Північний і Південний В'єтнами відповідно) вважали себе єдиними легітимними урядами єдиної країни, тому вони не визнавали одна одну і не підтримували дипломатичні стосунки із жодною з держав, які визнали іншу сторону. Така ситуація зробила неможливим призначення держави-покровительки, оскільки вона б повинна була мати дипломатичні відносини з обома сторонами конфлікту. Ця колізія була ліквідована в Першому додатковому протоколі до Женевських конвенцій, який дозволив надавати мандати на покровительство Міжнародному комітету Червоного Хреста, який би став посередником між стороною конфлікту та третьою державою, а у випадку відсутності можливості такого посередництва, сам би виконував усі функції держави-покровительки.